# Giovanni Animuccia

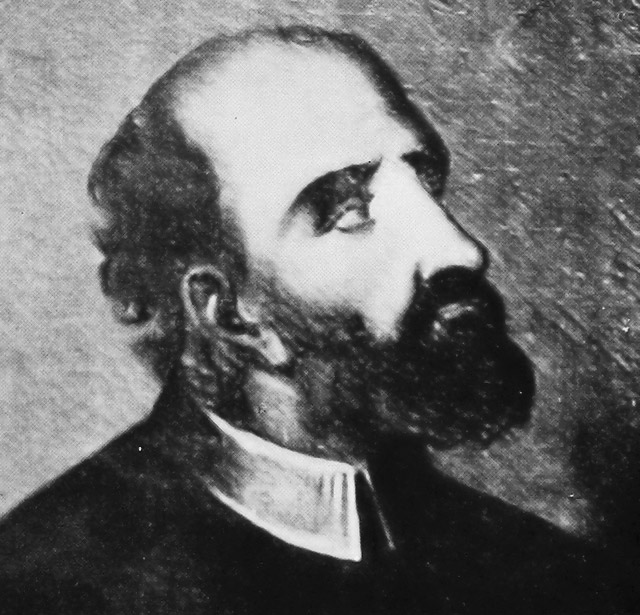
Giovanni Animuccia.

Giovanni Animuccia (Firenze, 1520 circa – Roma, 20 marzo 1571) è stato un compositore italiano del Rinascimento.

## Biografia
Fu uno dei più famosi contemporanei di Giovanni Pierluigi da Palestrina e membro della Scuola Romana; la sua influenza si fece sentire soprattutto nello sviluppo del genere della lauda a Roma.
Su richiesta di San Filippo Neri compose molte Laudi, ovvero inni di preghiera, lode e ringraziamento, che venivano cantati dopo le omelie. Questa circostanza gli assegnò accidentalmente un posto di rilievo nella storia della musica: l'esecuzione delle lodi presso l'Oratorio portò, dopo la scomparsa della scuola di composizione del sedicesimo secolo, alla nascita delle prime forme di oratorio non direttamente collegate alla tradizione gregoriana-polifonica delle "Passioni".
San Filippo aveva una tale ammirazione per Animuccia che dichiarò, quando egli morì, di aver visto la sua anima volare verso il cielo.
Nel 1555 Animuccia fu nominato Maestro di cappella a San Pietro, formata da 6 soprani, 3 contralti, 3 tenori, 3 bassi, un organista, succedendo a Palestrina, incarico che tenne sino alla sua morte nel 1571. Il posto venne quindi riassegnato a Palestrina, che fu suo amico e probabilmente suo allievo.
I manoscritti di molte opere di Animuccia sono tuttora conservati presso la Biblioteca Vaticana. Fra i suoi lavori principali ricordiamo i Madrigali e Motetti a quattro e cinque voci (Venezia, 1548) e Il Primo Libro di Messe (Roma, 1567). Dal secondo Padre Martini estrasse due pezzi per il suo Saggio di Contrappunto.
Una messa dal Primo Libro di Messe sul cantus firmus dell'inno Conditor alme siderum è stata pubblicata, in notazione moderna, nell'Anthologie des maîtres religieux primitifs dei Chanteurs de Saint Gervais. Si tratta di un'opera solenne e di nobile concezione, che esprime tuttavia qualche asperità che fa sospettare una mancanza di cura più che un intenzionale arcaismo.
Paolo Animuccia, fratello di Giovanni, fu anch'egli un compositore di fama; Fétis lo segnala come Maestro di cappella alla Basilica di San Giovanni in Laterano dalla metà di gennaio 1550 fino al 1552, e riferisce della sua morte avvenuta nel 1563.